# Heinrich Beiderbecke
Carl Heinrich Beiderbecke (* 3. August 1845 in Deppendorf bei Bielefeld; † 10. Mai 1936 in Paterson, New Jersey) war ein deutscher Missionar der Rheinischen Missionsgesellschaft im späteren Deutsch-Südwestafrika, dem heutigen Namibia.

## Leben
1845 wurde Carl Heinrich Beiderbecke als Sohn des Deppendorfer Lehrers Heinrich Beiderbecke geboren. Am 24. September 1875 heiratete er Margarita, die Tochter des Missionars C. H. Hahn.
Carl Heinrich Beiderbecke wurde am 22. Februar 1868 in das Barmer Missionsseminar aufgenommen, die Ordination erhielt er am 16. August 1871. Bereits am 16. November in Kapstadt angekommen, gelangte Beiderbecke am 12. Januar 1872 nach Otjimbingwe. Bei den Missionaren Carl Hugo Hahn und Peter Heinrich Brincker erlernte er die Herero-Sprache und war am Augustineum als Lehrer tätig.
Bei der am 20. April 1873 in Otjimbingwe abgehaltenen Missionskonferenz entschied man, Beiderbecke mit der Gründung und Leitung der Missionsstation Waterberg (damaliger Name: Otjozondjupa) zu betrauen. Zum Bau der Station wurde ihm der Kolonist und Handwerker Franz Tamm mitgegeben. Am 1. November 1873 erfolgte die Abreise, in Groß Barmen schloss sich ihnen Brincker an. Am Waterberg am 15. November angelangt, genehmigte Kambazembi wa Kangombe die Errichtung einer Station und die Bauarbeiten begannen. Beiderbecke versuchte, die Herero am Waterberg sesshaft zu machen; ihnen galt seine Missionsarbeit, während der 1874 hinzugekommene Katechet Baumann die zahlreichen am Waterberg ansässigen Damara betreute.
1880 trat Beiderbecke aus der Rheinischen Missionsgesellschaft aus und ging nach Amerika. Hier wurde er Pastor einer deutsch-lutherischen Gemeinde.

## Werke
- Gottes Licht im dunklen Erdteil – Eine Übersicht der Länder, Völker und Arbeiten der Evangelischen Mission in Afrika. Pastor C.G. Fischer 1888.
- Goldkörner – Sinnsprüche und Dichterworte. Verlag Chr. Belser, Stuttgart 1922.
- Erinnerungen eines afrikanischen Missionars. Wartburg Publishing House, Chicago 1922.
- Leben unter den Hereros in Afrika: Die Erfahrungen von H. Beiderbecke, lutherischer Pastor. Übersetzung von J.A. Weyl, Verlag E. Kaufmann, 1922.
- Gospel Dawn in Africa. A Brief History of Protestant Missions in Africa. The Lutheran Book Concern, 1932.